# Lysidice collaris
Lysidice collaris Grube, 1868 è un anellide policheto della famiglia degli Eunicidi.
È un componente della comunità bentonica associata alla Posidonia oceanica.